# Flabelligera persimilis
Flabelligera persimilis är en ringmaskart som beskrevs av Annenkova-Chlopina 1924. Flabelligera persimilis ingår i släktet Flabelligera och familjen Flabelligeridae. Inga underarter finns listade i Catalogue of Life.